# 조춘
조춘(본명: 조창성, 1935년 9월 20일 ~ )은 대한민국의 배우이다.

## 생애
1950년대 중반, 한국 전쟁이 끝난 직후에 김두한의 부하로 들어갔다. 처음에는 조직원들이 너무 어려서 안 된다고 했으나 조춘은 저는 나이는 어리지만 싸움은 어른보다 더 잘합니다.라고 말하면서 기어이 김두한의 부하가 되었다. 이후 5·16 군사 정변으로 김두한은 정치인이 되고 조직이 해산하자 배우가 되기로 결심했다. 조춘은 이미 연예인이 된 누나들(조농선, 조농옥, 조농월, 조귀인(본명 조영숙), 조금앵)의 추천으로 배우가 되었다.
1962년 영화 《군도》를 통해 단역으로 데뷔하였다. 계속 단역을 하다보니 가발을 많이 써야 했는데 조춘은 가발쓰기 편하게 하기 위해서 머리를 깎고 다녔다. 조춘은 원래 무술을 했던 사람이었는데 그래서 체격이 좋았다. 이후 김유행과 같이 심형래에게 발탁되어 영구와 땡칠이에서 영구의 사이드킥 역할인 쌍라이트의 멤버가 되었는데 영구와 땡칠이가 크게 인기를 끌자 어린이 프로그램인 뽀뽀뽀에 고정 출연하기도 했다. 퀴즈탐험 신비의 세계에 출연하였는데, 출연당시 조춘 배우는 고아원을 운영함으로써 사회복지활동을 하고 있다고 밝혔다.
몸이 매우 튼튼해서, 90살이 다 된 나이에도 불구하고 운동능력은 30~40대 수준이다.

## 연기 활동

### 영화
- 1965년 《무정의 사십계단》
- 1965년 《현금은 내 것이다》
- 1969년 《사나이 삼대》
- 1970년 《동경 사자와 명동 호랑이》
- 1970년 《위험한 관계》
- 1971년 《공포의 황금 부두》
- 1971년 《두 아들》
- 1971년 《명동에 흐르는 세월》
- 1972년 《갑돌이와 갑순이》
- 1972년 《무릎 꿇고 빌련다》
- 1972년 《소장수》
- 1972년 《폭우 속의 도망자》
- 1973년 《명동을 떠나면서》
- 1974년 《낙인》
- 1974년 《돌아온 외다리》
- 1974년 《배신자》
- 1975년 《비밀객》
- 1976년 《밀명객》
- 1976년 《비밀객 2》
- 1977년 《일격필살》
- 1977년 《제3부두 고슴도치》
- 1978년 《날으는 일지매》
- 1978년 《대동강 출신》
- 1978년 《사학비권》
- 1980년 《오사까의 외로운 별》
- 1980년 《팔불출》
- 1986년 《투명인간》
- 1987년 《슈퍼 홍길동》
- 1988년 《슈퍼 홍길동 2 - 공초 도사와 슈퍼 홍길동》
- 1988년 《외계 번개용》
- 1988년 《용호취》
- 1990년 《땡칠이와 쌍라이트》
- 1997년 《할렐루야》

### 텔레비전 드라마
- 1983년 KBS1 《개국》 ... 천희 스님 역
- 1985년 MBC 《임진왜란》 ... 유정 역
- 1986년 KBS1 《멀고먼 사람들》
- 1986년 KBS1 《원효대사》
- 1988년 MBC 《제3의 사나이》
- 1990년 MBC 《대원군》 ... 원세개 역
- 1992년 MBC 《금연주식회사》
- 1994년 KBS2 《한명회》 ... 신미대사 역
- 1995년 KBS2 《장녹수》 ... 도자장 주인 역
- 1996년 KBS1 《용의 눈물》 ... 조사의의 부하장수 역
- 1996년 SBS 《형제의 강》 ... 황필성 역
- 1999년 MBC 《남자 셋 여자 셋》 ... 조춘 역

## 연기 외 활동

### 텔레비전 프로그램
- 1983년 KBS2 《유머 일번지》
- 1984년 MBC 《뽀뽀뽀 아이 조아》
- 1985년 MBC 《일요일밤의 대행진》
- 2012년 MBC 《놀러와의 에피소드 목록》 (380회, 3월 12일 / 조연 열전) ... 게스트
- 2021년 MBC 《미스터리 음악쇼 복면가왕》 (329회~330회, 10월 31일~11월 7일 / 벽이 느껴지는 가창력! 완벽) ... 게스트 (1라운드 탈락)
- 2025년 MBN 《총100SHOW》... 게스트(황민호와 듀엣)

## 같이 보기
- 심형래
- 김유행
- 왕춘